# Adonis (poeta)
Ali Ahmad Sa’id Isbir, ps. Adonis (ur. 1 stycznia 1930) – arabski poeta i krytyk literacki z Syrii. Od 1956 mieszkał w Libanie, a od połowy lat 80. osiadł w Paryżu, gdzie jest przedstawicielem Ligi Państw Arabskich przy UNESCO.
W 1957 r. współzałożyciel czasopisma „Szir” (Poezja), od 1968 r. wydawał miesięcznik „Mawakif” (Stanowiska). Jego utwory podejmują problematykę moralną i polityczną współczesnego człowieka. Tłumaczył na arabski poezję europejską.
Przebywał w Polsce podczas 2. i 5. edycji Festiwalu Czesława Miłosza w Krakowie, w maju 2011 r. i czerwcu 2016 r.
W języku polskim ukazały się dwa zbiory poezji Adonisa: 
- Rycerz dziwnych słów (wybrała, przetłumaczyła i opracowała Krystyna Skarżyńska-Bocheńska; Świat Literacki, Warszawa 1994);
- Witając wiatr i drzewa (tłumaczenie z arabskiego i francuskiego: Kata Keresztély i Michał Grabowski; Wydawnictwo Anagram, Warszawa 2016).

Jego wiersze publikowały też m.in. pisma literackie: „Literatura na Świecie”, „Okolice” i „Autograf”. Uznawany za jednego z najwybitniejszych poetów arabskich i jednego z potencjalnych kandydatów do Nagrody Nobla z literatury.

## Twórczość (wybór)
- First Poems (1957)
- Songs of Mihyar of Damascus (1961)
- Migrations and Transformations in the Regions of Night and Day (1965)
- Stage and Mirrors (1968)
- A Time Between Ashes and Roses (1971)
- Singular in a Plural Form (1975)
- The Book of Similarities and Beginnings (1980)
- The Book of Siege (1985)
- Desire Moving Through Maps of Matter (1987)
- Celebrating Vague-Clear Things (1988)
- Another Alphabet (1994)
- Prophesy, O Blind One (2003)
- Beginnings of the Body, Ends of the Sea (2003)
- Printer of the Planets’ Books (2008)